# Улрих I (Фалкенщайн)
Улрих I фон Фалкенщайн (на немски: Ulrich I von Falkenstein; * пр. 1296; † 1 ноември 1300) е благородник от фамилията Фалкенщайн, господар на замъка „Фалкенщайн“ в Пфалц.

## Произход, управление и наследство
Той е син на Филип II фон Фалкенщайн († 1293) и съпругата му вилдграфиня Гизела фон Кирбург († сл. 1313), дъщеря на вилдграф Емих II фон Кирбург-Шмидтбург († 1284) и съпругата му Елизабет фон Монфор († сл. 1269).
През 1295 г. Улрих I фон Фалкенщайн купува парцел от Далхайм и през 1296 г. прави дарение на манастир Арнсбург при Лих. Понеже няма деца, неговата собственост отива на брат му Филип IV фон Фалкенщайн.

## Фамилия
Улрих I фон Фалкенщайн се жени за Аделхайд (Алхайдис Комитиса) († сл. 1295). Те нямат деца.